# Rick Leach
Rick Leach (* 28. prosince 1964 Arcadia) je bývalý americký tenista. Byl specialistou na čtyřhru a v roce 1990 se stal světovou deblovou jedničkou na žebříčku ATP. V mužské čtyřhře třikrát vyhrál Australian Open (1988, 1989, 2000), jednou Wimbledon (1990) a jednou US Open (1993). Jeho partnery u těchto úspěchů byli Jim Pugh (3x), Ken Flach (1) a Ellis Ferreira (1) z JAR. Ve smíšené čtyřhře vyhrál roku 1990 Wimbledon se Zinou Garrisonovou, v roce 1995 US Open s Natašou Zverevovou a roku 1997 s Manon Bollegrafovou, s níž dobyl ve stejném roce i US Open. S americkou reprezentací vyhrál v roce 1990 Davisův pohár, jeho bilnce v této soutěži je 7 výher a 4 prohry. Na turnajích vydělal 4,3 milionu dolarů. Kariéru ukončil roku 2011, poté se věnoval trénování. Jeho bratr Jon Leach byl také tenistou a stal se manželem tenistky Lindsay Davenportové.